# Rhachoepalpus argenteus
Rhachoepalpus argenteus är en tvåvingeart som beskrevs av Townsend 1914. Rhachoepalpus argenteus ingår i släktet Rhachoepalpus och familjen parasitflugor.
Artens utbredningsområde är Peru. Inga underarter finns listade i Catalogue of Life.